# Adeliza
Az Adeliza női név az Adeliz alakváltozata. Az Adeliz és Adeliza nevek az Alice név középkori alakváltozatai. Az Alice név az Adelheid, Alexandra és Elisabeth női nevek önállósult beceneve angolul és franciául.  

## Rokon nevek
Adeliz, Adelheid, Alexa, Alexandra, Alexandrin, Alexandrina, Alica, Alicia, Alícia,  Alisa, Alíz, Aliza, Alízia

## Gyakorisága
Magyarországon 2022 júliusa óta anyakönyveztethető utónév. Egyelőre nincsenek adatok a gyakoriságáról.

## Névnapok
- június 29.

## Híres Adelizák
- Lőweni Adeliza angol királyné